# Bajoveltic, Chenalhó
Bajoveltic är en ort i Mexiko.   Den ligger i kommunen Chenalhó och delstaten Chiapas, i den sydöstra delen av landet, 700 km öster om huvudstaden Mexico City. Bajoveltic ligger 993 meter över havet och antalet invånare är 306.
Terrängen runt Bajoveltic är kuperad åt sydväst, men åt nordost är den bergig. Terrängen runt Bajoveltic sluttar norrut. Runt Bajoveltic är det ganska tätbefolkat, med 111 invånare per kvadratkilometer. Närmaste större samhälle är Pantelhó, 7,5 km öster om Bajoveltic. I omgivningarna runt Bajoveltic växer i huvudsak städsegrön lövskog.